# Marcos Baghdatis
Marcos Baghdatis (en griego: Μάρκος Παγδατής; transliterado: Marcos Pagdatís; Limasol, 17 de junio de 1985) es un exjugador profesional de tenis chipriota.
Marcos Baghdatis es hijo de madre griego-chipriota y de padre libanés, Christos, que emigró a Chipre.
Baghdatis comenzó a jugar tenis a los cinco años con su padre y hermanos. Le gusta jugar y ver fútbol, y es un fanático del Apollon Limasol de Chipre. Se formó en la Academia de Tenis Mouratoglou en París gracias a un Programa de Solidaridad Olímpica de la Juventud para el Desarrollo de becas desde la edad de 13 años y aprendió a hablar francés. Asistió a la escuela primaria en Limasol.
También recibió el honor como deportista de 2005 Chipre Hombre del Año por sus logros.
Obtuvo 4 títulos ATP y su mayor logro fue alcanzar la final de Abierto de Australia 2006 perdiendo en la final con Roger Federer en 4 sets. En agosto del 2006 alcanzó su mejor ranking en el puesto n.º 8. Se retiró del tenis luego del Wimbledon 2019 luego de perder en segunda ronda ante Matteo Berrettini, a los 34 años de edad. Obtuvo un récord de 349-274 (56%).

## Biografía
Tras coronarse campeón de oro de la ITF en 2000, ingresó en el circuito profesional a fines de ese año. Luego de un desempeño regular durante la mayor parte de 2004, levantó su nivel en la parte final de esa temporada. En el Abierto de Estados Unidos de ese año, fue uno de los dos jugadores que lograron ganarle un set a quien se coronaría campeón en ese torneo, Roger Federer (el otro jugador que lo logró fue Andre Agassi). Baghdatis mantuvo este alto nivel, lo cual le permitió obtener dos títulos challenger, en los cuales derrotó a jugadores con mejor ranking.
El 2005 no empezó de la mejor manera para el chipriota, al caer en la primera ronda del torneo de Madrás. No obstante, logró revertir esa impresión en el Abierto de Australia, en la que sería su mejor actuación en un torneo de Grand Slam hasta ese momento. Tras derrotar a los top-20 Ivan Ljubičić y Tommy Robredo en la segunda y tercera ronda, respectivamente, cayó frente a Roger Federer en la cuarta ronda, no sin antes ganarle uno de los sets del enfrentamiento en una muerte súbita. Además, se proclamó campeón del torneo Open Diputación Ciudad de Pozoblanco (Córdoba), cuarto más importante de los ATP celebrados en España. 
En el 2006, Baghdatis aturdió el mundo del tenis con su triunfante entrada en la final del Abierto de Australia en Melbourne, tras sus grandes victorias contra el estadounidense Andy Roddick, el croata Ivan Ljubičić y el argentino David Nalbandian, sucumbiendo en la final ante el suizo número 1 del mundo Roger Federer. Además llegó a las semifinales del torneo de Wimbledon, cayendo frente al español Rafael Nadal.
Su primer título ATP, lo consiguió el 17 de septiembre de ese año, en el abierto de Pekín, venciendo al tailandés Paradorn Srichaphan en semifinales, y al croata Mario Ančić en la final, convirtiéndose en el primer tenista chipriota en la historia en obtener un título ATP.
Actualmente ocupa el puesto número 31 del ranking mundial.
El 8 de agosto pierde la final del ATP 500 de Washington, a manos de David Nalbandián, por 2-6 y 6-7. En el Masters de Cincinnati llegaría hasta semifinales, perdiendo con Roger Federer, tras eliminar a Rafael Nadal en cuartos de final.
El 18 de enero de 2012 durante un partido del Australian Open ante Stanislas Wawrinka, rompe 4 raquetas seguidas, consiguiendo un récord mundial. Luego, por esta acción la ATP decidió multarlo y tuvo que pagar 1200 dólares.

## Torneos de Grand Slam

### Individuales

#### Finalista (1)
| Año  | Campeonato           | Oponente en la final | Resultado          |
| 2006 | Abierto de Australia | Roger Federer        | 7-5, 5-7, 0-6, 2-6 |

## Títulos ATP (5; 4+1)

### Individual (4)
| Leyenda                                           |
| Grand Slam (0)                                    |
| ATP Wourld Tour Final (0)                         |
| ATP Masters 1000 (0)                              |
| ATP World Tour 500 (0)                            |
| ATP International Series / ATP World Tour 250 (4) |

| N.º | Fecha                    | Torneo    | Superficie | Oponente en la final | Resultado        |
| --- | ------------------------ | --------- | ---------- | -------------------- | ---------------- |
| 1.  | 17 de septiembre de 2006 | Pekín     | Dura       | Mario Ančić          | 6-4, 6-0         |
| 2.  | 29 de enero de 2007      | Zagreb    | Dura       | Ivan Ljubičić        | 7-6(4), 4-6, 6-4 |
| 3.  | 25 de octubre de 2009    | Estocolmo | Dura       | Olivier Rochus       | 6-1, 7-5         |
| 4.  | 16 de enero de 2010      | Sídney    | Dura       | Richard Gasquet      | 6-4, 7-6(2)      |

#### Finalista (9)
| N.º | Fecha                 | Torneo               | Superficie | Oponente en la final | Resultado             |
| --- | --------------------- | -------------------- | ---------- | -------------------- | --------------------- |
| 1.  | 24 de octubre de 2005 | Basilea              | Dura (i)   | Fernando González    | 7-6(8), 3-6, 5-7, 4-6 |
| 2.  | 16 de enero de 2006   | Abierto de Australia | Dura       | Roger Federer        | 7-5, 5-7, 0-6, 2-6    |
| 3.  | 12 de febrero de 2007 | Marsella             | Dura (i)   | Gilles Simon         | 4-6, 6-7(3)           |
| 4.  | 11 de junio de 2007   | Halle                | Hierba     | Tomáš Berdych        | 5-7, 4-6              |
| 5.  | 8 de agosto de 2010   | Washington           | Dura       | David Nalbandian     | 2-6, 6-7(4)           |
| 6.  | 24 de octubre de 2010 | Moscú                | Dura       | Viktor Troicki       | 6-3, 4-6, 3-6         |
| 7.  | 2 de octubre de 2011  | Kuala Lumpur         | Dura (i)   | Janko Tipsarević     | 4-6, 5-7              |
| 8.  | 27 de febrero de 2016 | Dubái                | Dura       | Stanislas Wawrinka   | 4-6, 6-7(13)          |
| 9.  | 1 de octubre de 2017  | Chengdú              | Dura       | Denis Istomin        | 2-3, ret.             |

### Dobles (1)
| Leyenda                                           |
| Grand Slam (0)                                    |
| ATP Wourld Tour Final (0)                         |
| ATP Masters 1000 (0)                              |
| ATP World Tour 500 (0)                            |
| ATP International Series / ATP World Tour 250 (1) |

| N.º | Fecha                | Torneo | Superficie | Pareja        | Oponente en la final  | Resultado |
| --- | -------------------- | ------ | ---------- | ------------- | --------------------- | --------- |
| 1.  | 5 de febrero de 2012 | Zagreb | Dura (i)   | Mijaíl Yuzhny | Ivan Dodig Mate Pavić | 6-2, 6-2  |

#### Finalista (2)
| N.º | Fecha              | Torneo  | Superficie    | Pareja       | Oponente en la final                  | Resultado |
| --- | ------------------ | ------- | ------------- | ------------ | ------------------------------------- | --------- |
| 1.  | 6 de junio de 2008 | Chennai | Dura          | Marc Gicquel | Sanchai Ratiwatana Sonchat Ratiwatana | 4-6, 5-7  |
| 2.  | 5 de mayo de 2013  | Múnich  | Tierra batida | Eric Butorac | Jarkko Nieminen Dmitry Tursunov       | 1-6, 4-6, |

## Título Challenger
| N.º | Fecha      | Torneo                     | Superficie | Oponente en la final | Resultado     |
| --- | ---------- | -------------------------- | ---------- | -------------------- | ------------- |
| 1.  | 18.10.2004 | Challenger de Bolton       | Dura       | Peter Wessels        | 6-1 3-6 6-2   |
| 2.  | 08.11.2004 | Challenger de Bratislava   | Carpeta    | Dominik Hrbaty       | 7-6(4) 7-6(3) |
| 3.  | 27.06.2005 | Challenger de Pozoblanco   | Dura       | Alejandro Falla      | 6-3 6-3       |
| 4.  | 03.08.2009 | Challenger de Vancouver    | Dura       | Xavier Malisse       | 6-4 6-4       |
| 5.  | 07.09.2009 | Challenger de Saint-Rémy   | Dura       | Xavier Malisse       | 6-4 6-1       |
| 6.  | 12.10.2009 | Challenger de Tashkent     | Dura       | Denis Istomin        | 6-3 1-6 6-3   |
| 7.  | 08.06.2014 | Challenger de Nottingham-2 | Hierba     | Marinko Matosevic    | 6-4, 6-3      |
| 8.  | 03.08.2014 | Challenger de Vancouver    | Dura       | Farrukh Dustov       | 7-66, 6-3     |
| 9.  | 10.08.2014 | Challenger de Aptos        | Dura       | Mijaíl Kukushkin     | 7-67, 6-4     |

## Clasificación en torneos del Grand Slam
| Torneo             | 2011 | 2010 | 2009 | 2008 | 2007 | 2006 | 2005 | 2004 | Títulos | G-P  |
| ------------------ | ---- | ---- | ---- | ---- | ---- | ---- | ---- | ---- | ------- | ---- |
| Australian Open    | 3R   | 3R   | 4R   | 3R   | 2R   | F    | 4R   | -    | 0       | 15-5 |
| Roland Garros      | 2R   | 3R   | 1R   | 1R   | 4R   | 2R   | 1R   | -    | 0       | 6-6  |
| Wimbledon          | 3R   | 1R   | -    | 4R   | CF   | SF   | 1R   | -    | 0       | 12-4 |
| US Open            | 1R   | 1R   | -    | -    | 1R   | 2R   | 1R   | 2R   | 0       | 2-4  |
| Tennis Masters Cup |      | -    | -    | -    | -    | -    | -    | -    | 0       | 0-0  |